# Amelia Wilhelmy
Amelia Wilhelmy Flores (Mazatlán, Sinaloa, 29 de mayo de 1900-Ciudad de México, 9 de agosto de 1964), conocida como La Guayaba, fue una actriz, cantante, comediante y vedette de teatro de revista mexicana.

## Biografía y carrera
Amelia nace el 29 de mayo de 1900 en Mazatlán, Sinaloa, primogénita de la actriz Refugio Juárez y el tenor cómico Adolfo Wilhelmy. A los 6 años debuta en el teatro Escobedo de Guaymas, Sonora, haciendo una imitación de la tiple cómica Emilia Trujillo “La Trujis”, a quien siempre admiró. Su primera pareja fue el director de orquesta Juan Antonio Pérez, con quien procreó a su hijo Luis y posteriormente tuvo a sus hijos Refugio y Luis Armando con el actor cómico José Muñoz Reyes “Chupamirto”.
En 1928 Roberto “el panzón” Soto la descubrió interpretando personajes de teporochas, y enseguida la invita a su compañía, en donde debuta el 3 de febrero de 1928 en la revista Así se gobierna en el teatro María Guerrero, ahí interpretó el primer personaje que le daría popularidad – “Juan Mariguano” – una especie de respuesta a - “Doña Grifa” – que caracterizado por Lupe Rivas Cacho era todo un suceso. Ya consagrada como una de las mejores cómicas del teatro (muchos aseguran fue la mejor), participa en octubre de 1936 en la inauguración del posteriormente famoso teatro Follies Bergere, junto a Mario Moreno “Cantinflas” y Manuel Medel, con quienes también trabajó en la cinta ¡Así es mi tierra! (1937).
En cine no alcanzó el mismo estatus de estrella que en el teatro, pero aun así alcanzó a filmar más de una veintena de títulos, con directores como Juan Orol, quien la admiraba profundamente, e Ismael Rodríguez, con quien trabajó en los proyectos por los que más se la recuerda, las entrañables películas Nosotros los pobres (1947) y su secuela Ustedes los ricos (1948), en donde personificaba a Malena, “la Guayaba”, novia del “Planillas” (Ricardo Camacho) y pareja de andanzas de “la Tostada” (Delia Magaña), además de La oveja negra (1949) y No desearás la mujer de tu hijo (1950) como la nana Agustina y trabajando nuevamente con Pedro Infante, además de Fernando Soler y una aparición incidental que casi se roba la cinta A.T.M. A toda máquina! (1951) interpretando a una viejecita conductora que les hace ver su suerte a los oficiales de tránsito Pedro Chávez (Pedro Infante) y Luis Macías (Luis Aguilar).
Después de filmar dos apariciones más en cine, después de A.T.M. A toda máquina!, una hemiplejia la mantiene postrada en una silla de ruedas durante sus últimos años, lo que le impide trabajar. Falleció el 6 de agosto de 1964, en una residencia de actores en la Ciudad de México.